# (8332) Ivantsvetaev
(8332) Ivantsvetaev – planetoida z pasa głównego asteroid okrążająca Słońce w ciągu 3 lat i 235 dni w średniej odległości 2,37 au. Została odkryta 14 października 1982 roku w Krymskim Obserwatorium Astrofizycznym w Naucznym na Półwyspie Krymskim przez Ludmiłę Żurawlową i Ludmiłę Karaczkinę. Nazwa planetoidy została nadana na cześć Iwana Władimirowicza Cwietajewa, rosyjskiego krytyka sztuki. Przed nadaniem nazwy planetoida nosiła oznaczenie tymczasowe (8332) 1982 TL2.